# Ясногорка (Пулинский район)
Ясногорка (укр. Ясногірка) — село на Украине, находится в Пулинском районе Житомирской области.
Код КОАТУУ — 1825486206. Население по переписи 2001 года составляет 48 человек. Почтовый индекс — 12043. Телефонный код — 4131. Занимает площадь 0,458 км².

## История
В 1946 году указом ПВС УССР хутор Каролина переименован в Дибровку.
В 1963 году переименовано в Ясногорку.

## Адрес местного совета
12022, Житомирская область, Пулинский р-н, с. Ялыновка, ул. Первого Мая, 1